# アチンスク
アチンスク（ロシア語: А́чинск、ラテン文字転写：Achinsk）は、ロシア連邦のクラスノヤルスク地方に属している都市。人口は10万621人（2021年）。クラスノヤルスクの西163km、シベリア鉄道がチュリム川と交差する地点に位置している。

## 人口動態
アチンスクは、20世紀に急成長した。人口は、1939年の32,000人から、1969年に85,000人、1989年国勢調査では121,572人となった。21世紀初頭には、わずかに人口が減少した。2002年国勢調査では118,744人、2010年国勢調査では109,155人である。

## 自然

### 気候
| アチンスクの気候       | アチンスクの気候 | アチンスクの気候 | アチンスクの気候 | アチンスクの気候 | アチンスクの気候 | アチンスクの気候 | アチンスクの気候 | アチンスクの気候 | アチンスクの気候 | アチンスクの気候 | アチンスクの気候 | アチンスクの気候 | アチンスクの気候 |
| 月                     | 1月              | 2月              | 3月              | 4月              | 5月              | 6月              | 7月              | 8月              | 9月              | 10月             | 11月             | 12月             | 年               |
| ---------------------- | ---------------- | ---------------- | ---------------- | ---------------- | ---------------- | ---------------- | ---------------- | ---------------- | ---------------- | ---------------- | ---------------- | ---------------- | ---------------- |
| 最高気温記録 °C （°F） | 4.2 (39.6)       | 6.0 (42.8)       | 16.5 (61.7)      | 27.3 (81.1)      | 34.8 (94.6)      | 34.6 (94.3)      | 34.4 (93.9)      | 33.3 (91.9)      | 30.7 (87.3)      | 23.0 (73.4)      | 13.8 (56.8)      | 6.1 (43)         | 34.8 (94.6)      |
| 平均最高気温 °C （°F） | −11.8 (10.8)     | −8.8 (16.2)      | −1.1 (30)        | 7.2 (45)         | 16.3 (61.3)      | 22.2 (72)        | 24.4 (75.9)      | 21.5 (70.7)      | 14.4 (57.9)      | 5.6 (42.1)       | −4.1 (24.6)      | −9.4 (15.1)      | 6.4 (43.5)       |
| 日平均気温 °C （°F）   | −15.2 (4.6)      | −12.7 (9.1)      | −5.4 (22.3)      | 2.5 (36.5)       | 10.7 (51.3)      | 16.7 (62.1)      | 19.1 (66.4)      | 16.4 (61.5)      | 9.8 (49.6)       | 2.2 (36)         | −7.3 (18.9)      | −12.8 (9)        | 2.0 (35.6)       |
| 平均最低気温 °C （°F） | −18.6 (−1.5)     | −16.5 (2.3)      | −9.7 (14.5)      | −2.2 (28)        | 5.0 (41)         | 11.1 (52)        | 13.8 (56.8)      | 11.3 (52.3)      | 5.3 (41.5)       | −1.3 (29.7)      | −10.5 (13.1)     | −16.3 (2.7)      | −2.4 (27.7)      |
| 最低気温記録 °C （°F） | −44.8 (−48.6)    | −41.0 (−41.8)    | −30.1 (−22.2)    | −25.1 (−13.2)    | −8.5 (16.7)      | −1.0 (30.2)      | 2.3 (36.1)       | 0.5 (32.9)       | −7.9 (17.8)      | −21.5 (−6.7)     | −37.2 (−35)      | −41.3 (−42.3)    | −44.8 (−48.6)    |
| 降水量 mm （inch）     | 17.5 (0.689)     | 12.4 (0.488)     | 14.8 (0.583)     | 26.5 (1.043)     | 39.0 (1.535)     | 59.8 (2.354)     | 64.8 (2.551)     | 67.3 (2.65)      | 48.5 (1.909)     | 41.0 (1.614)     | 33.6 (1.323)     | 27.5 (1.083)     | 452.7 (17.823)   |
| 出典：Погода Ачинск    |                  |                  |                  |                  |                  |                  |                  |                  |                  |                  |                  |                  |                  |

## 経済
アチンスクの経済は、精製所などを含む重工業が中心となっており、木材、アスファルト、セメントなどの建設資材も生産している。さらに、ろう、レンガ、電気機械などの工場も存在する。また、食品に関係した乳業工場、食肉加工施設や、靴、家具工場もある。
市の大企業、アチンスク・アルミナ・プラントは、ルサールグループに属する。さらに市では、1年あたり約200万トンのセメントを生産するセメント工場を運営している。

### 交通
鉄道
シベリア鉄道
市電
アチンスク市電
航空
アチンスク空港

## 文化と教育
2006年時点で、アチンスクには11の保健医療施設と20以上の学校がある。著名な場所には、アチンスク劇場、アチンスク国立歴史博物館、アチンスク博物館・展示場、カザン大聖堂などがある。